# Raphaël Bedros XXI Minassian
Raphaël Bedros XXI Minassian, in italiano Raffaele Pietro XXI (in armeno: Ռաֆայել Մինասյան; Beirut, 24 ottobre 1946), è un patriarca cattolico libanese, dal 23 settembre 2021 patriarca di Cilicia degli armeni ed arcieparca di Beirut degli armeni.

## Biografia
Raphaël François Minassian è nato il 24 ottobre 1946 nella capitale Beirut, omonimo governatorato ed arcieparchia, sulla costa orientale della Repubblica Libanese; la sua famiglia apparteneva alla diaspora della Chiesa armeno-cattolica, una minoranza cristiana di omonimo rito separatasi dalla Chiesa apostolica armena ed entrata in comunione con la Santa Sede nel 1742. I suoi nonni sono morti nel genocidio armeno e suo padre, rimasto orfano, nel 1919 è stato salvato ed ospitato assieme ad altre centinaia di bambini a Castel Gandolfo per volere di papa Benedetto XV.

### Formazione e ministero sacerdotale
Dopo aver ricevuto l'istruzione primaria, sentendo maturare una precoce vocazione al sacerdozio, nel 1958 è stato ammesso al seminario patriarcale di Bzoummar, entrando così nel medesimo istituto del clero patriarcale, dove ha continuato la formazione secondaria ed ha ottenuto il diploma. Nel 1966 si è trasferito a Roma, in Italia, divenendo alunno del Pontificio collegio armeno e frequentando la Pontificia Università Gregoriana per gli studi in filosofia e teologia; successivamente ha proseguito il percorso post laurea all'Università Pontificia Salesiana, dove ha seguito un corso di specializzazione in psicopedagogia.
Terminato l'iter di formazione e tornato in patria, ha ricevuto l'ordinazione sacerdotale il 24 giugno 1973, nella capitale libanese, all'età di ventisei anni. Poco dopo gli è stato affidato il primo incarico pastorale come parroco della cattedrale armena dei Santi Elia e Gregorio Illuminatore a Beirut per i successivi nove anni; nel 1978 è divenuto anche segretario d'istanza ecclesiastica della Chiesa armeno-cattolica in Libano ed in seguito giudice del tribunale ecclesiastico. Nel 1980 è stato nominato insegnante di liturgia armena all'Università pontificia dello Spirito Santo a Kaslik  fino al 1984, curando nel frattempo la fondazione della chiesa della Santa Croce a Zalka, di cui è divenuto parroco nel 1983 per un triennio. Il patriarca Hovhannes Bedros XVIII Kasparian lo ha scelto come suo segretario particolare dal 1986 al 1988, anno in cui è tornato ad essere parroco a Zalka ed anche rettore del nuovo Collegio patriarcale.
Nel 1989 si è trasferito negli Stati Uniti d'America, dove è stato parroco a New York fino al 1990 e poi ha continuato il ministero presso la comunità della diaspora armena negli Stati federati di California, Arizona e Nevada fino al 2003; qui ha avviato la costruzione della chiesa armena di San Gregorio Illuminatore a Glendale, consacrata il 18 marzo 2001 per commemorare il 1700º anniversario del cristianesimo in Armenia, ed è stato uno dei promotori della fondazione beneficiaria "Alleanza Armena" per sostenere molti progetti umanitari e beneficiari nel Paese. Il 15 settembre 2005 ha fondato "Telepace Armenia" a Roma, divenendone anche direttore.
Il 26 settembre 2006 il patriarca Nerses Bedros XIX Tarmouni lo ha scelto, cinquantottenne, come esarca patriarcale di Gerusalemme e Amman degli armeni; è succeduto a Kévork Khazoumian, I.C.P.B., nominato arcieparca coadiutore di Costantinopoli degli armeni il 15 marzo precedente. Nel 2009 ha istituito l'adorazione permanente del Santissimo Sacramento durante la IV stazione della Via Dolorosa nella chiesa di Santa Maria dello Spasimo a Gerusalemme, sede principale dell'esarcato, affidata alle suore della Congregazione di San Paolo. Ha anche firmato una dichiarazione congiunta dei capi delle Chiese cristiane della capitale israeliana per porre fine agli spargimenti di sangue nella Striscia di Gaza.
Dal 10 al 24 ottobre 2010 ha preso parte all'Assemblea speciale per il Medio Oriente del Sinodo dei vescovi, svoltasi nella Città del Vaticano, con tema La Chiesa Cattolica nel Medio Oriente: Comunione e testimonianza. "La moltitudine di coloro che erano diventati credenti aveva un cuore solo e un'anima sola" (At 4, 32); durante l'assise ha sostenuto l'aumento dell'uso dei mass media per aprire una "via di comunicazione" al fine di creare una vera comunione tra le varie Chiese cattoliche in Terra santa e in tutto il Medio Oriente.

### Ministero episcopale

#### Ordinario per gli armeno-cattolici dell'Europa orientale

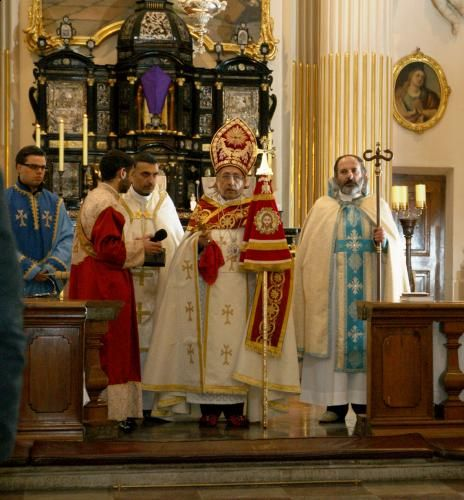
Mons. Minassian durante una celebrazione il 24 marzo 2013.

Il 24 giugno 2011 papa Benedetto XVI lo ha nominato, sessantaquattrenne, ordinario per gli armeno-cattolici dell'Europa orientale assegnandogli contestualmente la sede titolare di Cesarea di Cappadocia degli armeni con dignità di arcivescovo, a titolo personale; è succeduto a Nechan Karakéhéyan, I.C.P.B., dimessosi per raggiunti limiti d'età il 6 gennaio 2010. Ha ricevuto la consacrazione episcopale il 16 luglio seguente, nella cattedrale armena dei Santi Elia e Gregorio Illuminatore a Beirut, per imposizione delle mani di Nerses Bedros XIX Tarmouni, patriarca di Cilicia degli armeni, assistito dai co-consacranti monsignori Karakéhéyan, suo predecessore, e Manuel Batakian, I.C.P.B., eparca di Nostra Signora di Nareg a New York; alla funzione erano presenti anche il cardinale Leonardo Sandri, prefetto della Congregazione per le Chiese orientali, ed il patriarca Karekin II, catholicos di tutti gli Armeni. Ha preso possesso dell'ordinariato durante una cerimonia svoltasi nella chiesa di San Gregorio Illuminatore nel villaggio di Arevik il 7 agosto successivo. Lo stesso anno è divenuto presidente di "Caritas Armena".
Con giurisdizione su un'estesa area comprendente le ex-repubbliche sovietiche di Armenia, Georgia, Russia, Bielorussia e Paesi baltici, dove per decenni la minoranza cristiana aveva subito la repressione comunista, uno dei suoi obiettivi principali è stato il recupero dell'identità cristiana attraverso la pedagogia spirituale, le attività caritative e pastorali. La maggior parte dei fedeli armeni si trova nella zona di Erevan, anche se molti sono disseminati in piccole parrocchie del vasto territorio, costituendo una realtà ecclesiale vivace ma in difficoltà economica e sociale, motivo per cui mons. Minassian ha avviato diversi progetti di sviluppo. Per quanto riguarda le vocazioni, al contrario del passato, ha osservato una crescita dei candidati al sacerdozio ma ha dovuto rifiutarne molti a causa della mancanza di fondi per istruirli. Altro punto focale del suo ministero riguarda il dialogo con la Chiesa apostolica armena, con la quale ha cercato di instaurare dei rapporti fraterni superando le differenze.
Il 12 aprile 2015 ha preso parte come concelebrante, assieme agli altri vescovi armeni, alla cerimonia presieduta da papa Francesco per la proclamazione a dottore della Chiesa di San Gregorio di Narek; nell'omelia il pontefice ha anche parlato del genocidio armeno da parte dei turchi, di cui ricorreva il centenario, ricordando i martiri del primo sterminio di massa del XX secolo. Tale dichiarazione ha irritato il governo della Turchia presieduto da Recep Tayyip Erdoğan, il quale non ha riconosciuto tale evento ed ha provocato diverse tensioni a livello internazionale, ritirando tra l'altro il proprio ambasciatore presso la Santa Sede e lamentandosi con il nunzio Antonio Lucibello, che poco dopo si è dimesso. Intervistato al riguardo mentre era a Monza, mons. Minassian ha elogiato il coraggio del papa, sottolineando come il popolo armeno non desideri vendetta ma solo riconciliazione, per evitare che si ripetano altre stragi; ha altresì criticato la menzogna del governo turco, pur essendo disposto al perdono in caso di ritrattazione, chiedendo una presa di posizione da parte dell'Unione europea e dell'Italia. Inoltre ha consegnato al papa un dossier sul genocidio, raccogliendo numerose testimonianze, descrivendola quasi come un'enciclopedia. 
In seguito allo scoppio della guerra dei quattro giorni, dal 2 al 5 aprile 2016, nella Repubblica del Nagorno Karabakh, territorio conteso tra Armenia ed Azerbaigian fin dagli anni 1990, diverse famiglie cristiane sono state massacrate e mutilate nel villaggio di Thalisch. L'arcivescovo Minassian ha dichiarato di sentirsi profondamente addolorato, osservando che questi attacchi avvengono sempre più spesso, chiedendo una giustizia vera che possa mettere fine al conflitto; ha anche affermato che finché i politici rimarranno confinati nel mondo della politica, per sua natura conflittuale, non potrà mai esserci pace. Le ostilità belliche sono riprese proprio alla viglia dei viaggi apostolici del papa in Caucaso e si è augurato che ciò possa essere un'occasione per superare le difficoltà ed avvicinare la popolazione, in unione con il catholicos della Chiesa apostolica armena, ma tenendo a sottolineare che il pontefice non è un uomo politico bensì il Vicario di Cristo.
Così, dal 24 al 26 giugno 2016 ha accolto papa Francesco durante il suo viaggio apostolico in Armenia durante tutte le sue tappe, in particolare nella messa in Piazza Vartanants a Gyumri e nella visita presso la cattedrale armeno-cattolica dei Santi Martiri nella medesima città il 25 giugno. In seguito, dal 30 settembre al 2 ottobre dello stesso anno lo ha accolto durante il suo viaggio apostolico in Georgia ed Azerbaigian, in special modo nella celebrazione presso la cattedrale dell'Assunzione della Beata Vergine Maria a Tbilisi e nel successivo incontro con sacerdoti, religiosi e seminaristi il 1º ottobre. Intervistato in seguito, ha affermato che la presenza del pontefice ha contribuito a rafforzare la fede cristiana, riuscendo a raggiungere i fedeli con le sue parole, ed indicando come momenti salienti l'incontro con Karekin II ed il momento di preghiera congiunto al memoriale del genocidio Tsitsernakaberd.
Il 29 giugno 2018 ha accolto in Armenia una delegazione in missione caritativa di sacerdoti cavalieri di Grazia dell'Ordine costantiniano di San Giorgio, di cui egli stesso è cavaliere di Gran Croce, mentre nel successivo mese di luglio ha ricevuto i membri della Conferenza episcopale umbra, capitanata dal presidente Renato Boccardo e dal cardinale Gualtiero Bassetti.
L'11 gennaio 2019 ha visitato Mosca e poco dopo le autorità municipali hanno reso noto di aver concesso un terreno per costruire la prima chiesa armeno-cattolica nella capitale russa, dove ci sono circa 500 famiglie della diaspora; il 19 luglio, in qualità di presidente di "Caritas Armenia", ha contribuito al progetto First Inclusive Bakery and Coffee Shop in Gyumri per offrire occasioni lavorative alle persone disabili. Inoltre nel mese di settembre ha ospitato un gruppo di giornalisti italiani per osservare i progetti avviati in Armenia grazie ai fondi dell'otto per mille e in novembre ha accolto l'arcivescovo Paul Richard Gallagher, segretario per i rapporti con gli Stati, in visita nel Paese.
Dal 27 settembre al 10 novembre 2020 si è riaccesa la guerra del Nagorno Karabakh ed è tornato a parlare dell'argomento, esortando i Paesi contendenti a compiere gesti fraterni per mettere fine alle ostilità, indicando le parole del papa come una consolazione e lanciando un appello all'Unione europea; la situazione è catastrofica per gli sfollati, vittime del freddo e della fame, ed ha esortato più volte l'aiuto internazionale al fine di ottenere più cibo e medicine. Nello stesso periodo ha contratto il COVID-19, iniziato come mal di gola ma poi evolutosi in febbre e problemi respiratori, portandolo ad essere ricoverato nell'ospedale Redemptoris Mater di Ashotsk; in seguito è riuscito a guarire.
Nonostante sia stato siglato un patto per porre fine alle ostilità e dividersi i territori, le crisi degli abitanti di queste zone non si sono fermate e dall'inizio del 2021 ha continuato a sostenere l'impegno caritativo ed il proposito della pace. Il 12 febbraio si è congratulato con Radio Vaticana in occasione del 90º anniversario della fondazione, definendola una voce autorevole che permette di raggiungere ed unire tutti i fedeli della diaspora, mentre nel mese di aprile si è recato a Roma per commemorare la 106º ricorrenza del genocidio armeno, nella basilica di San Bartolomeo all'Isola, assieme all'arcivescovo della Chiesa apostolica armena Khajag Barsamian ed ai cardinali Leonardo Sandri e Kurt Koch, nonché ad altri rappresentanti delle Chiese cristiane.

### Patriarca di Cilicia degli armeni
Il 23 settembre 2021 il Sinodo della Chiesa armeno-cattolica, convocato presso il Pontificio collegio armeno a Roma da papa Francesco dal 22 settembre e presieduto dal cardinale Leonardo Sandri, lo ha eletto, settantaquattrenne, patriarca di Cilicia degli armeni assumendo il nome Raphaël Bedros XXI Minassian; è succeduto a Krikor Bedros XX Ghabroyan, I.C.P.B., deceduto il 25 maggio precedente all'età di ottantasei anni. I vescovi si erano riuniti già dal 22 giugno al 7 luglio precedenti, nel convento di Nostra Signora di Bzoummar, ma nessun candidato aveva ottenuto i voti necessari per essere eletto. Contestualmente è divenuto anche arcieparca metropolita di Beirut degli armeni, sede propria del patriarcato, e presidente del Sinodo patriarcale.
Lo stesso giorno il papa gli ha concesso la ecclesiastica communio ai sensi del can. 76 §2 del Codice dei canoni delle Chiese orientali; nella lettera scritta per l'occasione il pontefice ha manifestato la propria gioia per la sua elezione, avvenuta in un momento difficile per la Chiesa armeno-cattolica, augurandogli di affrontare tali sfide e di continuare il dialogo con la Chiesa apostolica armena, affidandolo infine all'intercessione di San Gregorio di Narek. Il giorno successivo, 24 settembre, lo ha anche ricevuto in udienza. Ha preso possesso della sede patriarcale durante una cerimonia che si è svolta nella cattedrale dei Santi Elia e Gregorio Illuminatore a Beirut il 24 ottobre successivo.

## Genealogia episcopale e successione apostolica
La genealogia episcopale è:
- Cardinale Scipione Rebiba
- Cardinale Giulio Antonio Santori
- Cardinale Girolamo Bernerio, O.P.
- Arcivescovo Galeazzo Sanvitale
- Cardinale Ludovico Ludovisi
- Cardinale Luigi Caetani
- Cardinale Ulderico Carpegna
- Cardinale Paluzzo Paluzzi Altieri degli Albertoni
- Papa Benedetto XIII
- Papa Benedetto XIV
- Papa Clemente XIII
- Cardinale Bernardino Giraud
- Cardinale Alessandro Mattei
- Cardinale Pietro Francesco Galleffi
- Cardinale Giacomo Filippo Fransoni
- Cardinale Andon Bedros IX Hassoun
- Patriarca Stepanos Bedros X Azarian
- Patriarca Avedis Bedros XIV Arpiarian
- Patriarca Iknadios Bedros XVI Batanian
- Patriarca Hovhannes Bedros XVIII Kasparian, I.C.P.B.
- Patriarca Nerses Bedros XIX Tarmouni
- Patriarca Raphaël Bedros XXI Minassian, I.C.P.B.

La successione apostolica è:
- Vescovo Antranig Ayvazian (2022)
- Arcivescovo Nersès (Joseph) Zabbara (2023)
- Vescovo Robert (Krikor) Badichah, I.C.P.B. (2024)
- Vescovo Parsegh (Manuel) Baghdassarian, I.C.P.B. (2024)
- Arcivescovo Kevork Noradounguian, I.C.P.B. (2024)